# 永谷悟一
永谷 悟一（ながたに ごいち、1922年3月16日 - 1997年1月17日）は、日本の俳優。
旧芸名は永谷 吾一。前進座、東宝演劇研究会、劇団東京、総芸プロダクション、エヌ・エー・シーに所属していた 。
テレビドラマを中心に活動。刑事ドラマ、時代劇、特撮などジャンルを問わず、端役を多数演じた。

## 出演作品

### テレビドラマ

#### NHK
- 大河ドラマ
  - 元禄太平記（1975年） - 菊のやの客
  - 峠の群像（1982年） - 院使
  - 春の波涛 第16話「女ごころ」（1985年） - 閣僚[2]

#### 日本テレビ
- 五人の野武士 第14話「血闘 虎谷の関」（1969年）
- 炎の青春 第8話「飛べ飛べ シャボン玉」（1969年）
- 右門捕物帖 第14話「初祝い」（1970年）
- 火曜日の女シリーズ（1971年）
  - クラスメート -高校生ブルース- 第5話
  - 幻の女 第1話
- だから大好き! 第1話「駈け出した王女さま」（1972年）
- 太陽にほえろ!
  - 第4話「プールサイドに黒いバラ」（1972年）
  - 第92話「シンデレラ刑事」（1974年） - 刑事
  - 第115話「一枚の名刺」（1974年） - サラリーマン風の男
  - 第122話「信念に賭けろ!」（1974年）
  - 第147話「追跡! 拳銃市場」（1975年） - 医師[2]
  - 第161話「話したい!」（1975年）
  - 第250話「民芸店の女」（1977年） - 自動車修理工場長
  - 第268話「偶然」（1977年）[2]
  - 第341話「同期生」（1979年）
  - 第359話「ジョギングコース」（1979年）
  - 第369話「その一言」（1979年）
  - 第379話「旅の夢」（1979年）
  - 第397話「音の告発」（1980年）
  - 第417話「ボスの誕生日」（1980年）
  - 第430話「東京大追跡」（1980年）
  - 第473話「ダーティーなゴリ」（1981年）[3]
  - 第475話「さらば! スニーカー」（1981年）
  - 第486話「赤い財布」（1981年）
  - 第530話「検問突破」（1982年）
  - 第559話「マザー・グース」（1983年）
  - 第590話「怪盗107号」（1984年） - 芦花公園スカイハイツ管理人
  - 第612話「怒れる狙撃者」（1984年） - 飯塚の知人
  - 第621話「決闘」（1984年）
  - 第651話「号泣」（1985年）
  - 第688話「ホノルル・大誘拐」（1986年）
  - 第691話「さらば! 山村刑事」（1986年）
  - 太陽にほえろ!PART2 第5話「長さんの長い午後」（1986年）
- ワイルド7
  - 第7話「マルコムを処刑せよ」（1972年） - 医師
  - 第15話「スパイダーから来た女」（1973年） - 牧夫
- 子連れ狼 (萬屋錦之介版)
  - 第一部 第8話「堺筒」（1973年）
  - 第三部 第11話「大五郎しあわせ花」（1976年）
- 雑居時代 第14話「失礼しました!」（1974年）
- 伝七捕物帳
  - 第20話「死を呼ぶ邪剣」（1974年）
  - 第27話「幼なじみに賭けた意地」（1974年） - 近江屋
  - 第59話「お天道さまに申訳けない」（1975年）
  - 第71話「むすめ捕物花ざかり」（1975年） - 役人
  - 第90話「恩情しがらみ節」（1975年）
  - 第91話「酔いどれ芸者の心意気」（1975年）
  - 第124話「花の蕾の十八娘」（1976年） - 番屋の親爺
  - 第129話「愛の絆に灯がともる」（1976年）
  - 第158話「寄り合う肩に情の十手」（1977年）
- 傷だらけの天使 第24話「渡辺綱に小指の思い出を」（1975年）
- 俺たちの勲章 第14話「雨に消えた......」（1975年）
- 大都会 PARTII 第13話「俺の拳銃」（1977年）
- 大追跡 第14話「大逆転」（1978年）
- 宇宙の勇者スターウルフ 第18話「パニック! 空気を盗まれた惑星」（1978年） - 宇宙港職員
- 西遊記II 第1話「再出発 天竺への道」、第2話「恐怖! 猿のワクチン」（1979年） - 家老猿
- 探偵物語 第16話「裏切りの遊戯」（1980年）
- 大激闘マッドポリス'80 第10話「処刑儀式」（1980年）
- 猿飛佐助 第12話「甲賀忍法 火炎襖」（1980年） - 由削十左衛門
- プロハンター 第20話「ローマで起こった不思議な出来事」（1981年）
- 幻之介世直し帖 第3話「はやぶさ尼寺に舞う」（1981年） - 番頭
- 火曜サスペンス劇場
  - 校内暴力殺人事件-狙われた女教師（1982年）
  - 密室航路（1983年）
  - 女検事 霞夕子 第1作「予期せぬ殺人」（1985年）
  - 土地狂乱殺人事件（1987年）
  - 弁護士・朝日岳之助 第1作「真実の合奏」（1989年）
- 右門捕物帖 第4話「母子草の唄」（1982年）
- 青春はみだし刑事（1983年）
- 銭形平次 (風間杜夫) 第17話「あぶない親子」（1987年）

#### TBS
- 隠密剣士（大瀬康一版）　第二部（1963年）
  - 第16話「忍法千鳥鳴」
  - 第23話「忍法山彦」
- 青年同心隊 第10話「同心隊ハッスルす」（1965年）
- 燃ゆる白虎隊（1965年）
  - 第10話「静かなる戦場」
  - 第13話「花さき花ひらく夜」
- ウルトラシリーズ
  - ウルトラマン 第12話「ミイラの叫び」（1966年） - 刑事
  - ウルトラマンA 第15話「夏の怪奇シリーズ 黒い蟹の呪い」（1972年） - 警官
  - ウルトラマンタロウ 第21話「東京ニュータウン沈没」（1973年） - 東京タワー地区の住民
- ブラザー劇場
  - コメットさん
    - 九重佑三子版
      - 第13話「S.O.S.危機一発」（1967年） - 用務員
      - 第38話「春のクリスマス」（1968年） - 展覧会の客
      - 第58話「ベータン救出作戦 -誘拐犯をやっつけろ!-」（1968年） - 菓子屋の主人

    - 大場久美子版 第41話「小人になって大きな愛を!」（1979年） - 医師

  - 刑事くん
    - 第1部（1972年）
      - 第22話「おれの道はおれが決める」
      - 第38話「警察犬物語」

    - 第2部 第33話「朝日におはよう!」（1973年）
    - 第3部（1974年）
      - 第1話「希望の山を涙で越えて」
      - 第38話「ラジコンと友情」
- 花王愛の劇場
  - 氷点（1971年）
  - 放浪記（1974年）
    - 第3話
    - 第21話

  - 松本清張の黒革の手帖（1984年）
  - 忘却の愛（1985年）
- 天皇の世紀 第4話「地熱」、第10話「攘夷」（1971年） - 大原重徳
- 木下恵介・人間の歌シリーズ / 冬の華 第15話（1971年）
- 夕陽カ丘三号館 第13話（1972年）
- 日本沈没 第24話「東京都民・脱出せよ」（1975年） - 海上自衛隊幹部
- 夜明けの刑事 第44話「裂けた三角関係殺人!」（1975年）
- 青春の門 第一部 第26話（1976年）
- Gメン'75
  - 第237話「カーアクション強盗団」（1979年） - 風見修吉
  - 第260話「悪魔の結婚式」（1980年）
- 噂の刑事トミーとマツ 第2シリーズ 第16話「トミマツまっ青! おとこ女が出たァ」（1982年）
- 金曜ドラマ / ふぞろいの林檎たち パート1 第5話「親友は誰ですか」（1983年）
- そして戦争が終った（1985年）
- 水曜ドラマスペシャル / 恋子の毎日 第1作（1985年）
- 水曜ロードショー / 江戸川乱歩傑作シリーズ 黒蜥蜴（1990年）

#### フジテレビ
- 忍者部隊月光
  - 第45、46話「黒獅子作戦 -前・後篇-」（1964年） - 医師
  - 第72話「マカオ・ルート作戦 -前篇-」（1965年） - 男
- マグマ大使 第6話「マグマ大使対バドラ」（1966年） - 対策本部空自参謀
- 旗本退屈男（1971年）
  - 第14話「小田原の虫退治」 - 相模屋の番頭
  - 第22話「美女を賭ける」 - 用人
- 一心太助（1971年）
  - 第7話「ひき逃げ」 - 人夫頭
  - 第10話「男一匹子守唄」 - 初老の男
- おらんだ左近事件帖
  - 第11話「帰って来た男」（1971年） - 倉蔵
  - 第22話「腰抜け侍と子供たち」（1972年） - 加賀見清之進
- 剣道一本! 第6話「苦しみのジャンプ台」（1972年）
- 泣くな青春 第9話「割れた鏡」（1972年）
- 恐怖劇場アンバランス 第3話「殺しのゲーム」（1973年） - 中川人事部長
- 剣客商売（加藤剛・山形勲版） 第12話「おかしな入門者」（1973年） - 遠州屋
- 無宿侍 第11話「逃亡街道」（1973年）
- 江戸の旋風
  - 同心部屋御用帳 江戸の旋風II
    - 第9話「夜烏を追え!」（1976年）
    - 第18話「黒い狐狩り」（1976年）
    - 第49話「暮六ツが勝負」（1977年）

  - 第3シリーズ 第48話「左内の夢は飛んでった」（1978年）
- ゴールデンドラマシリーズ / 悪の紋章 第6話（1979年）
- 騎馬奉行 第14話「新春大当り千両くじ」（1980年）
- 旅がらす事件帖 第18話「海に血を呼ぶ母子星」（1971年）
- 時代劇スペシャル
  - 仇討選手（1981年）
  - 佐武と市捕物控 斬る（1981年）
  - 奉行暗殺始末（1983年）
- 同心暁蘭之介（1982年）
  - 第22話「恐怖の町」
  - 第34話「怨みの錦絵」
- 暁に斬る! 第26話「平四郎 怒りの死闘!!」（1983年）
- ドラマスペシャル 吉田茂（1983年）
- 流れ星佐吉 第9話「大揺れの女心」（1984年）
- 木曜ドラマストリート / 花嫁の父（1985年）
- 教師びんびん物語 第8話「銀座はオレのステージだ!」（1988年）
- ヘイ!あがり一丁 第1話「私をすし屋へ連れてって!」（1989年）
- 森村誠一サスペンス / 死導標（1990年）
- 旅情サスペンス「瀬戸内大誘拐ツアー 春一番邪魔者は消せ」（1991年）

#### テレビ朝日
- 妻の日記 第10話「涼月」（1959年）[2]
- どじょっこさん 第8話（1968年）
- 特別機動捜査隊
  - 第419話「夜のシャボン玉」（1969年） - 房吉
  - 第479話「浅草の唄」（1971年） - 神原刑事
  - 第521話「ある沖縄の女」（1971年） - 寮長
  - 第534話「復讐の条件」（1972年） - 番頭
- 鬼平犯科帳 (松本幸四郎)
  - 第1シリーズ 第53話「おせん」（1970年） - 佐渡屋留吉
  - 第2シリーズ 第22話「殺しの掟」（1972年） - 木下玄竹
- 人形佐七捕物帳（1971年）
  - 第2話「謎の銀かんざし」 - 重兵衛
  - 第18話「死のかぞえ唄」 - 薬売り
- 緊急指令10-4・10-10 第3話「地底怪獣アルフォン」（1972年） - 土地の男
- 怪談 第7話「地獄へつづく甲州路」（1982年） - 船頭
- ジャンボーグA 第5話「叫べナオキ! いまだ」（1973年） - 警備員
- 荒野の用心棒 第4話「黒い野望を砂丘に埋めて…」（1973年）
- 非情のライセンス
  - 第1シリーズ 第21話「兇悪のメロディー」（1973年） - 佐田
  - 第2シリーズ（1975年）
    - 第18話「兇悪の父子」 - 重役
    - 第44話「兇悪のヌード」 - 氏家修平
    - 第52話「兇悪の再会」 - 弁護士
- イナズマン 第2話「危うし少年同盟! 呪いの水!!」（1973年） - バスの乗客
- 仮面ライダーV3 第40話「必殺! V3マッハキック!!」（1973年） - 医師
- 幡随院長兵衛（1974年）
  - 第15話「怪談・呪いの古井戸」
  - 第17話「大江戸無責任男」
- テレビスター劇場 / 華麗なる一族（1974年）
- 破れ傘刀舟悪人狩り
  - 第57話「愛と死の絆」（1975年）
  - 第90話「さすらい母恋い唄」（1976年） - 新兵衛
- 特捜最前線
  - 第5話「行方不明の愛」（1977年）
  - 第15話「目撃 ある人妻の証言」（1977年）
  - 第20話「刑事を愛した女」（1977年）
  - 第41話「シクラメンは見ていた!」（1978年）
  - 第59話「制服のテロリスト達!」（1978年）
  - 第73話「蝶が舞う殺人現場!」（1978年）
  - 第88話「私だけの三億円犯人!」（1978年）
  - 第96話「強奪・花のスーパー・ヤング!」（1979年）
  - 第113話「若者狩り・恐怖のラブレター!」（1979年）
  - 第119話「サウスポーは死の匂い!」（1979年）
  - 第146話「殉職I・津上刑事よ永遠に!」（1980年）
  - 第197話「焼死体・三つの鍵の謎!」（1981年）
  - 第220話「張り込み 閉ざされた唇!」（1980年）
  - 第225話「チワワを連れた犯罪者!」（1981年）
  - 第260話「逮捕志願!」（1982年）
  - 第300話「鏡の中の女!」（1982年）
  - 第318話「不発弾の身代金!」（1983年）
  - 第330話「佐世保の女!」（1983年）
  - 第334話「東京犯罪ガイド!」（1983年）
  - 第341話「殺人マラソンコース!」（1983年）
  - 第379話「螢の女・望郷のまつりうた!」（1984年）
  - 第392話「幼児誘拐・5年目の再開!」（1984年）
  - 第405話「浅草の老警官・7分間の嘘!」（1985年）
  - 第417話「誘拐ルート・5時間の追跡!」（1985年）
  - 第434話「悪女からのプレゼント!」（1985年）
  - 第439話「愛を撃つ女・暴かれた裏切りのレイプ!」（1985年）
  - 第444話「原宿スクランブル・泣いた放火魔!」（1985年）
  - 第469話「追跡・声紋No.105937!」（1986年）
- ロボット110番 第20話「百万円の大チャンス」（1977年） - 大工の親方
- 達磨大助事件帳 第27話「夕陽の渡り鳥」（1978年）
- 若さま侍捕物帳 第2話「参上!! 男の花道」（1978年） - そば屋の親爺
- 伝七捕物帳（1979年）
  - 第3話「夫婦花火」
  - 第20話「大さわぎ伝七長屋」
- 土曜ワイド劇場
  - 0計画を阻止せよ -総理大臣誘拐!!-（1979年）
  - 整形復顔シリーズ
    - 復顔 整形美女の復讐（1979年）
    - 整形復顔サスペンス 第2作「整形花嫁の復讐 結婚式に殺しの鐘が三度鳴る! 妖しい肌の完全犯罪」（1985年）

  - 目撃 殺人鬼が狙う運命の母と子（1981年）
  - 大豪邸に残された嫁と姑 銀座うしの時参り殺人（1984年）
  - ミステリー研究会「密室の死重奏」（1987年） - 管理人
  - 武田信玄なるほど連続殺人事件「事件は見合いの日に起きた!」（1988年） - 上田の知人
  - 遠眼鏡の中の女（1990年）
  - 結婚プロデューサー麻美礼子の犯罪カタログ（1990年）
  - スキースクール・女たちの華麗な闘い!（1991年）
  - かえ玉結婚式殺人事件（1992年）
- 男! あばれはっちゃく（1980年）
  - 第7話「逃げるな! 父ちゃんマルヒ作戦」
  - 第26話「救え! 聖徳太子マルヒ作戦」
- 西部警察 (PART1)
  - 第41話「バニング・レディ」（1980年）
  - 第98話「ショットガン・フォーメーション」（1981年）
- ザ・ハングマン
  - ザ・ハングマン（1981年）
    - 第23話「人さらい、ベビーホテル」
    - 第48話「死人の恋 愛の言葉はさよなら」

  - 新ハングマン 第13話「天使を喰うハイエナ病院」（1983年）
- ただいま絶好調! 第6話「あの娘は億万長者」（1985年）
- 女ふたり捜査官 第13話「ソープランドから来た母」（1986年）
- 痛快!婦警候補生やるっきゃないモン!（1987年） - 柴涼子の父
- 火曜スーパーワイド / 花ふぶき女スリ三姉妹 第1作「みちのく温泉デラックス無銭ツアー」（1988年）
- はぐれ刑事純情派 第1シリーズ 第13話「女の中の悪魔」（1988年）
- お助け同心が行く! 第5話「眠れる美女」（1993年）

#### 東京12チャンネル→テレビ東京
- 女殺し屋 花笠お竜 第6話「殺人街道に花が舞う」（1969年）
- ワン・ツウ アタック! 第9話「打ち込め! スピンボール」（1971年） - 債権者
- 高校教師 第7話「先生に女心はわからない」（1974年）
- 大江戸捜査網
  - 第3シリーズ
    - 第38話「殺意なき殺人」（1974年）
    - 第48話「命を売った女」（1974年）
    - 第70話「命の鍵をあけろ!」（1975年）
    - 第80話「前科なき殺人者」（1975年）
    - 第93話「流血の侍志願」（1975年）
    - 第115話「渡世人 命の捨て場」（1975年）
    - 第270話「姿なき目撃者」（1979年）
    - 第536話「隠密同心 暁に去る」（1984年）

  - 新 大江戸捜査網（1984年）
    - 第19話「夜霧の津軽三味線」 - 老人
    - 第22話「恐怖! 妖女軍団」 - 刀剣屋主人
- ぐるぐるメダマン 第28話「地獄の鬼が迎えに来るゾー」（1977年） - 医師
- ドラマ・女の四季
  - 妻の家出（1987年）
  - 150歳の思春期!?（1988年）
- 月曜・女のサスペンス / 夏樹静子トラベルサスペンス「青函特急から消えた男!」（1988年） - 浅倉

### 映画
- 飛び出す立体映画 イナズマン（1974年、東映） - 医師
- 蕾の眺め（1986年、にっかつ） - 老人ホームの老人
- 天使のはらわた 赤い眩暈（1988年、にっかつ） - 初老の患者
- 夢（1990年、ワーナー・ブラザース）
- 風の子どものように（1992年、グループ風土舎） - 林総七